# アイク・ケベック
アイク・ケベック（Ike Quebec、1918年8月17日 ニューアーク – 1963年1月16日）は、ジャズ・サクソフォーン奏者。評論家のアレックス・ヘンダーソンは、「ケベックは、決して改革者ではなかったが、気息音のまじった朗々たる響きがよく目立った特徴であり、南部風のブルースやセクシーなバラード、アップテンポのアグレッションといった場合でも、徹底していた」と評している。

## 略歴
元々は熟練したダンサーでありピアニストであったが、20代前半に楽器をテナー・サクソフォーンに替え、やがてサクソフォーン奏者として将来を嘱望されるようになった。1940年には録音活動も始めている。その後、フランキー・ニュートンやホット・リップス・ペイジ、ロイ・エルドリッジ、 トラミー・ヤング、エラ・フィッツジェラルド、ベニー・カーター、コールマン・ホーキンスと共演した。1944年から1951年までの間はキャブ・キャロウェイと断続的に共演を続けている。またこの時期に、ブルーノート・レコードへの録音が行われ、さらにA&Rとして同レーベルのスカウトも兼ね、セロニアス・モンクやバド・パウエルらのピアニストが世に出るきっかけを作った。ケベックは初見演奏の能力に恵まれ、多くのブルーノート・レコードのセッションで即席の編曲家を務めることもあった。
部分的には薬物依存症との闘病生活のために、一方ではビッグ・バンドの人気が凋落したために、ケベックは1950年代を通じて散発的にしか録音しなかったが、それでも定期的な演奏活動を続けていた。ケベックはジャズの新たな展開に通じており、後にハード・バップやボサノヴァ、ソウル・ジャズの要素を取り入れて演奏している。1959年には、一連の録音によってブルーノート・レーベルへの復帰作に取り掛かる。同社の最高顧問アルフレッド・ライオンは、ケベックの音楽をずっと気に入っていたものの、十年ほど人目につかなくなっていたサクソフォーン奏者に聴衆がどう反応するかに不安を覚えた。しかし聴衆の好感を得て、たくさんのアルバムが温かく歓迎された。
1963年に肺がんのために早世した。

## ディスコグラフィ

### リーダー・アルバム
- Ike Quebec Tenor Sax (1945年、Blue Note)
- 『ヘヴィー・ソウル』 - Heavy Soul (1962年、Blue Note) ※1961年録音
- 『ブルー・アンド・センチメンタル』 - Blue & Sentimental (1963年、Blue Note) ※1961年録音
- 『ボサノヴァ・ソウル・サンバ』 - Bossa Nova Soul Samba (1963年、Blue Note) ※1962年録音
- 『春の如く』 - It Might as Well Be Spring (1964年、Blue Note) ※1961年録音
- 『ウィズ・ア・ソング・イン・マイ・ハート』 - With a Song in My Heart (1980年、Blue Note) ※1962年録音
- Congo Lament (1981年、Blue Note) ※1962年録音
- 『イージー・リヴィング』 - Easy Living (1987年、Blue Note) ※1962年録音
- 『フロム・ハッケンサック・トゥ・イングルウッド・クリフス』 - From Hackensack to Englewood Cliffs (2000年、Blue Note) ※1959年録音

### コンピレーション・アルバム
- The Art of Ike Quebec (1992年、Blue Note)
- Ballads (1997年、Blue Note)
- 1944-1946 (1997年、Classics)
- Swing Hi Swing Lo: The Complete Blue Note / Savoy Masters (1999年、Definitive)
- 『ブルー・ハーレム』 - Blue Harlem (1999年、Blue Note) ※アイク・ケベック・クインテッツ&スイングテット名義
- 『トプシー』 - Topsy (1999年、Blue Note) ※アイク・ケベック・スイング・セヴン名義
- The Complete Blue Note 45 Sessions (2005年、Blue Note) ※1959年-1962年録音

### 参加アルバム
ソニー・クラーク
- 『リーピン・アンド・ローピン』 - Leapin' and Lopin' (1961年、Blue Note) ※1曲のみ参加

グラント・グリーン
- 『ザ・ラテン・ビット』 - The Latin Bit (1962年、Blue Note)
- 『ボーン・トゥ・ビー・ブルー』 - Born to Be Blue (1985年、Blue Note) ※1962年録音

ドド・グリーン
- 『マイ・アワー・オブ・ニード』 - My Hour of Need (1963年、Blue Note) ※1962年録音

ジミー・スミス
- 『オープン・ハウス』 - Open House (1960年、Blue Note)
- Plain Talk (1960年、Blue Note)